# Recitatiu
El recitatiu és una forma musical que es descriu com un discurs melòdic musicat. S'utilitza habitualment en òperes, oratoris, cantates i obres similars. En el fons es pot considerar com una narració en la qual la música s'adapta a les paraules (en lloc del procés més habitual en què les paraules s'adapten a la música, com a les àries).
El recitatiu és fàcilment diferenciable de les àries, ja que el ritme i els contorns melòdics del recitatiu generalment s'assemblen als del discurs normal entre persones. És utilitzat quan es canten diàlegs o monòlegs entre àries o cors, i té la finalitat de donar fluïdesa a la història. Normalment, en una òpera o oratori, els recitatius fan avançar l'acció, mentre que les àries i els cors aturen l'acció per presentar una reflexió sobre el tema.
El recitatiu acostuma a tenir un acompanyament instrumental simple, algunes vegades reduït a un baix continu (que pot ser fins i tot només un clavicèmbal) que toca notes ocasionals, que subratllen les paraules i frases. Els termes recitativo secco (o recitativo semplice) i recitativo accompagnato (o recitativo stromentato) són usats ocasionalment per distingir el recitatiu acompanyat només pel baix continu del recitatiu acompanyat per tota l'orquestra.
Malgrat ser una forma musical clàssica, també es pot considerar el rap una forma de recitativo accompagnato.